# Orędzie kapitulacyjne Hirohita
Orędzie kapitulacyjne Hirohita, znane również jako Gyokuon-hōsō (jap. 玉音放送, dosł. „Audycja Głosu Cesarza”) – orędzie w formie audycji radiowej wygłoszone przez Hirohita, cesarza Japonii, 15 sierpnia 1945 roku.
Hirohito ogłosił w nim Japończykom, że japoński rząd przyjął deklarację poczdamską, która żądała bezwarunkowej kapitulacji japońskiej armii jako warunku zakończenia II wojny światowej. Przemówienie cesarza zostało wyemitowane w południe czasu standardowego Japonii 15 sierpnia 1945 roku i odnosiło się do zrzucenia dwóch bomb atomowych na japońskie miasta jako powodu zakończenia wojny.
Orędzie to jest pierwszym znanym przypadkiem przemówienia japońskiego cesarza do zwykłych ludzi (choć za pośrednictwem płyty gramofonowej). Zostało wygłoszone formalnym klasycznym japońskim, z wymową nieznaną przeciętnym Japończykom. Przemówienie nie odnosiło się bezpośrednio do kapitulacji Japonii, zamiast tego stwierdzało, że rząd otrzymał polecenie przyjęcia „wspólnej deklaracji” (czyli deklaracji poczdamskiej) Stanów Zjednoczonych, Zjednoczonego Królestwa, Chin i Związku Radzieckiego. To zdezorientowało wielu słuchaczy w kwestii tego, czy Japonia faktycznie się poddała. Zarówno słaba jakość dźwięku transmisji radiowej, jak i formalny język dworski pogłębiły zamieszanie.

## Nagranie
Przemówienie nie zostało wyemitowane na żywo, ale odtworzone z nagrania gramofonowego. 14 sierpnia 1945 roku stacja radiowa NHK wysłała techników dźwięku do Pałacu Cesarskiego, aby dokonać nagrania. Mikrofony ustawiono w bunkrze biurowym pod Ministerstwem Gospodarstwa Domowego Cesarza, a cesarz Hirohito pojawił się w nim między 23:25 a 23:30. Podczas pierwszego nagrania mówił zbyt cicho i po zwróceniu uwagi przez techników zaproponował, że nagra orędzie ponownie. Podczas drugiej próby jego głos uznano za zbyt wysoki, a niektóre znaki zostały pominięte. Niemniej jednak druga wersja została uznana za oficjalną, a pierwsza służyła jako kopia zapasowa.

## Emisja
Wiele oddziałów Cesarskiej Armii Japońskiej odmówiło zaakceptowania faktu, że Hirohito zamierza zakończyć wojnę, uważając to za niehonorowe. Wieczorem 14 sierpnia 1945 roku około 1000 oficerów i żołnierzy armii dokonało ataku na Pałac Cesarski, aby zniszczyć nagranie. Rebelianci byli jednak zdezorientowani układem pałacu i nie mogli znaleźć nagrań, które zostały ukryte w stosie dokumentów. 
Dwie płyty zostały oznaczone jako oryginał i kopia i pomyślnie przemycone z pałacu, oryginał w tradycyjnym japońskim pudełku lakierowanym, a kopia w torbie na posiłek. Major Kenji Hatanaka próbował zatrzymać emisję orędzia w stacji NHK, ale otrzymał rozkaz zaprzestania swoich działań od Armii Okręgu Wschodniego.
Rano 15 sierpnia 1945 roku stacja NHK ogłosiła, że cesarz przemówi do narodu w południe. Wiele osób ubrało się na tę okazję w formalne stroje. Dokładnie w południe spiker NHK nakazał słuchaczom powstanie do wysłuchania ogłoszenia „o najwyższym znaczeniu”. Odtworzono hymn narodowy Kimigayo, a następnie przemówienie cesarza. Podobno po raz pierwszy zwykły Japończyk usłyszał głos cesarza i zarazem było to pierwsze przemówienie radiowe japońskiego władcy.
Aby złagodzić przewidywane zamieszanie, po zakończeniu przemówienia spiker radiowy wyjaśnił, że orędzie cesarza oznacza kapitulację Japonii. Według francuskiego dziennikarza Roberta Guillaina, który wówczas mieszkał w Tokio, po zakończeniu orędzia większość Japończyków wróciła do swoich domów lub miejsc pracy na kilka godzin, aby w ciszy przemyśleć i rozważyć znaczenie ogłoszenia.
Cyfrowo zremasterowana wersja audycji została wydana w czerwcu 2015 roku.

## Treść
Chociaż słowo „kapitulacja” nie zostało użyte ani razu, cesarz Hirohito polecił premierowi Kantarō Suzuki i jego administracji przekazać aliantom, że „Imperium akceptuje postanowienia ich wspólnej deklaracji”, co było równoznaczne z akceptacją deklaracji poczdamskiej. Uzasadniał decyzję Japonii o rozpoczęciu wojny jako akt „samozachowania i stabilizacji Azji Wschodniej”, kwestionował ekspansjonizm japoński jako przyczynę jej wybuchu oraz odniósł się do niepowodzeń i porażek ostatnich lat, mówiąc eufemistycznie, że „sytuacja wojenna niekoniecznie rozwinęła się na korzyść Japonii”. Wspomniał o atakach atomowych na Hiroszimę i Nagasaki, które miały miejsce kilka dni wcześniej, nazywając bombę atomową „nową i najokrutniejszą bronią”. Cesarz zakończył przemówienie apelem do narodu japońskiego, aby ten „poświęcił się budowie przyszłości”.
Audycja została przetłumaczona na język angielski i wyemitowana na całym świecie przez prezentera radiowego Tadaichi Hirakawę w tym samym czasie. W USA Federalna Komisja Łączności (ang. Federal Communications Commission, FCC) nagrała transmisję, a jej pełny tekst ukazał się w „The New York Times”.

## Pełny tekst

### Japoński
朕󠄂深ク世界ノ大勢ト帝國ノ現狀トニ鑑ミ非常ノ措置ヲ以テ時局ヲ收拾セムト欲シ茲ニ忠良ナル爾臣民ニ吿ク
朕󠄂ハ帝國政府ヲシテ米英支蘇四國ニ對シ其ノ共同宣言ヲ受諾スル旨通󠄁吿セシメタリ
抑〻帝國臣民ノ康寧ヲ圖リ萬邦󠄂共榮ノ樂ヲ偕ニスルハ皇祖皇宗ノ遺󠄁範ニシテ朕󠄂ノ拳󠄁拳󠄁措カサル所󠄁
曩ニ米英二國ニ宣戰セル所󠄁以モ亦實ニ帝國ノ自存ト東亞ノ安定トヲ庻幾スルニ出テ他國ノ主󠄁權ヲ排シ領土ヲ侵󠄁スカ如キハ固ヨリ朕󠄂カ志ニアラス
然ルニ交󠄁戰已ニ四歲ヲ閱シ朕󠄂カ陸海將兵ノ勇󠄁戰朕󠄂カ百僚有司ノ勵精朕󠄂カ一億衆󠄁庻ノ奉公󠄁各〻最善ヲ盡セルニ拘ラス戰局必スシモ好轉セス
世界ノ大勢亦我ニ利アラス
加之敵ハ新ニ殘虐󠄁ナル爆彈ヲ使󠄁用シテ頻ニ無辜ヲ殺󠄀傷シ慘害󠄂ノ及󠄁フ所󠄁眞ニ測ルヘカラサルニ至ル
而モ尙交󠄁戰ヲ繼續セムカ終󠄁ニ我カ民族ノ滅亡󠄁ヲ招來スルノミナラス延󠄂テ人類ノ文󠄁明󠄁ヲモ破却スヘシ
斯ノ如クムハ朕󠄂何ヲ以テカ億兆ノ赤子ヲ保シ皇祖皇宗ノ神靈ニ謝セムヤ
是レ朕󠄂カ帝國政府ヲシテ共同宣言ニ應セシムルニ至レル所󠄁以ナリ
朕󠄂ハ帝國ト共ニ終󠄁始東亞ノ解放ニ協力セル諸盟󠄁邦󠄂ニ對シ遺󠄁憾ノ意󠄁ヲ表セサルヲ得ス
帝國臣民ニシテ戰陣ニ死シ職域ニ殉シ非命ニ斃レタル者及󠄁其ノ遺󠄁族ニ想ヲ𦤶セハ五內爲ニ裂ク
且戰傷ヲ負󠄂ヒ災禍ヲ蒙リ家業ヲ失ヒタル者ノ厚生ニ至リテハ朕󠄂ノ深ク軫念スル所󠄁ナリ
惟フニ今後帝國ノ受クヘキ苦難ハ固ヨリ尋󠄁常ニアラス
爾臣民ノ衷情󠄁モ朕󠄂善ク之ヲ知ル
然レトモ朕󠄂ハ時運󠄁ノ趨ク所󠄁堪ヘ難キヲ堪ヘ忍󠄁ヒ難キヲ忍󠄁ヒ以テ萬世ノ爲ニ太平󠄁ヲ開カムト欲ス
朕󠄂ハ茲ニ國體ヲ護持シ得テ忠良ナル爾臣民ノ赤誠󠄁ニ信倚シ常ニ爾臣民ト共ニ在リ
若シ夫レ情󠄁ノ激スル所󠄁濫ニ事端ヲ滋󠄁クシ或ハ同胞󠄁排擠互ニ時局ヲ亂リ爲ニ大道󠄁ヲ誤󠄁リ信義ヲ世界ニ失フカ如キハ朕󠄂最モ之ヲ戒ム
宜シク擧國一家子孫相傳ヘ確ク神州ノ不滅ヲ信シ任重クシテ道󠄁遠󠄁キヲ念ヒ總力ヲ將來ノ建󠄁設ニ傾ケ道󠄁義ヲ篤クシ志操ヲ鞏クシ誓テ國體ノ精華ヲ發揚シ世界ノ進󠄁運󠄁ニ後レサラムコトヲ期󠄁スヘシ
爾臣民其レ克ク朕󠄂カ意󠄁ヲ體セヨ御名御璽
昭和二十年八月󠄁十四日
內閣總理大臣男爵󠄂鈴木貫太郞

### Polski
DO NASZYCH DOBRYCH I LOJALNYCH PODDANYCH,
Po głębokim rozważeniu ogólnych trendów na świecie i rzeczywistych warunków panujących obecnie w naszym imperium, postanowiliśmy dokonać rozwiązania obecnej sytuacji, uciekając się do nadzwyczajnego środka.
Poleciliśmy naszemu rządowi przekazać rządom Stanów Zjednoczonych, Wielkiej Brytanii, Chin i Związku Radzieckiego, że nasze imperium akceptuje postanowienia ich wspólnej deklaracji.
Dążenie do wspólnego dobrobytu i szczęścia wszystkich narodów, a także bezpieczeństwa i dobrobytu naszych poddanych jest zaszczytnym obowiązkiem, który został przekazany przez naszych cesarskich przodków i który leży nam na sercu.
W istocie wypowiedzieliśmy wojnę Ameryce i Wielkiej Brytanii z naszego szczerego pragnienia zapewnienia Japonii samozachowania i stabilizacji Azji Wschodniej, ponieważ dalekie jest od naszych myśli naruszanie suwerenności innych narodów lub podejmowanie terytorialnej ekspansji.
Ale teraz wojna trwa już prawie cztery lata. Pomimo najlepszych starań nas wszystkich – bohaterskiej walki armii i marynarki wojennej, pracowitości i gorliwości naszych sług państwa oraz oddanej służby stu milionów naszych poddanych – sytuacja wojenna niekoniecznie rozwijała się na korzyść Japonii, podczas gdy ogólne trendy na świecie odwróciły się przeciwko jej interesom.
Co więcej, wróg zaczął używać nowej i najbardziej okrutnej broni, której siła rażenia jest rzeczywiście nieobliczalna, zbierając żniwo wielu niewinnych istnień. Gdybyśmy kontynuowali walkę, doprowadziłoby to nie tylko do ostatecznego upadku i unicestwienia narodu japońskiego, ale także do całkowitego wyginięcia ludzkiej cywilizacji.
W takim razie jak mamy uratować miliony naszych poddanych lub odpokutować przed świętymi duchami naszych cesarskich przodków? To jest powód, dla którego nakazaliśmy przyjęcie postanowień wspólnej deklaracji mocarstw.
Nie możemy nie wyrazić najgłębszego żalu naszym sojuszniczym narodom Azji Wschodniej, które konsekwentnie współpracowały z Imperium w celu wyzwolenia Azji Wschodniej.
Myśl o tych oficerach i żołnierzach, którzy polegli na polach bitew, o tych, którzy zginęli na swoich stanowiskach służbowych lub tych, którzy spotkali się z przedwczesną śmiercią i wszystkich ich pogrążonych w żałobie rodzinach, rani nasze serca dniem i nocą.
Dobro rannych i cierpiących na wojnie, a także tych, którzy stracili swoje domy i środki do życia, jest przedmiotem naszej głębokiej troski.
Trudności i cierpienia, którym nasz naród zostanie poddany w przyszłości, będą z pewnością wielkie. Jesteśmy w pełni świadomi najgłębszych uczuć wszystkich z was, naszych poddanych. Jednak zgodnie z nakazami czasu i losu postanowiliśmy utorować drogę do wielkiego pokoju dla wszystkich przyszłych pokoleń, znosząc to, co nie do zniesienia i cierpiąc to, co jest nie do przecierpienia.
Pragnąc chronić i utrzymywać Kokutai, jesteśmy zawsze z wami, naszymi dobrymi i lojalnymi poddanymi, polegając na waszej szczerości i uczciwości.
Strzeżcie się najsurowiej wszelkich wybuchów emocji, które mogą wywołać niepotrzebne komplikacje lub braterskie waśnie i spory, które mogą wywołać zamieszanie, wprowadzić was w błąd i spowodować utratę zaufania świata.
Niech cały naród trwa jako jedna rodzina z pokolenia na pokolenie, zawsze silna w wierze w niezniszczalność swojej świętej ziemi i świadoma swojego wielkiego ciężaru odpowiedzialności i długiej drogi przed nią.
Zjednoczcie całą swoją siłę, aby poświęcić się budowaniu przyszłości. Kultywujcie drogi prawości, pielęgnujcie szlachetność ducha i pracujcie z determinacją – abyście mogli powiększać wrodzoną chwałę imperium i nadążać za postępem świata.

Tokio, 14 sierpnia 1945 (20 rok ery Shōwa)

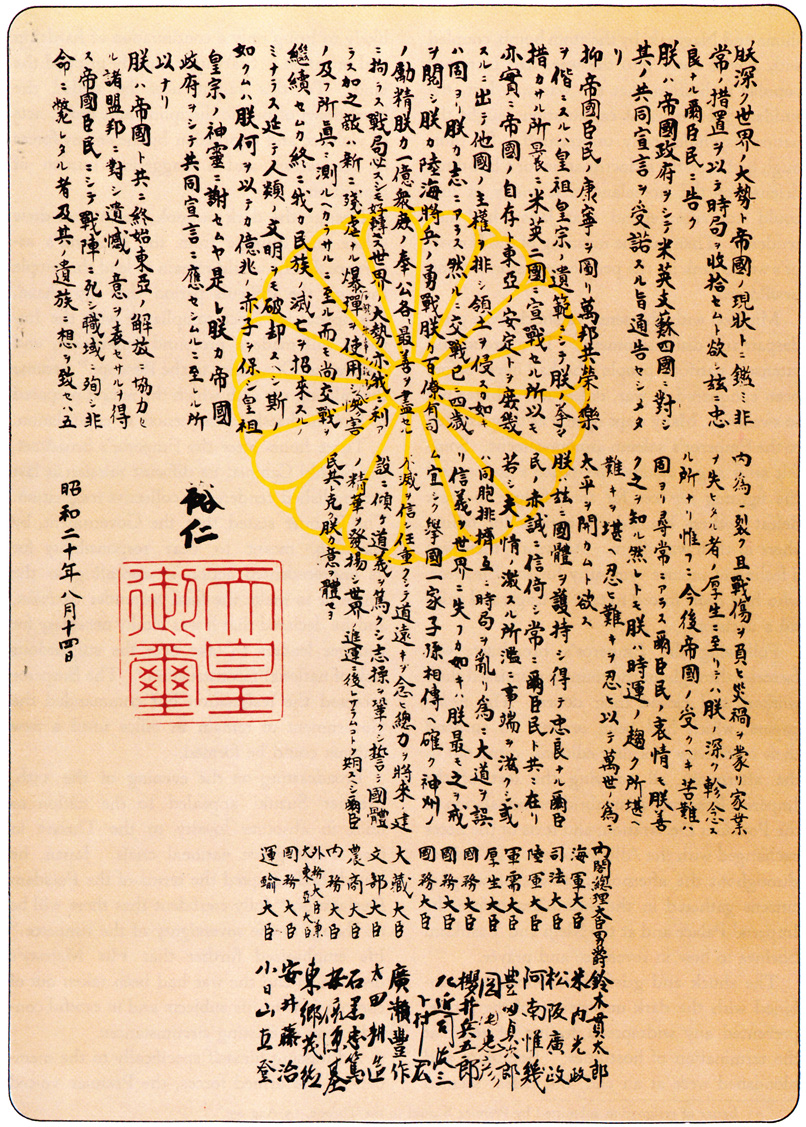
Jednostronicowy wydruk orędzia z Tajną Pieczęcią Japonii